# Anni Laakmann
Anni Laakmann (ur. 5 stycznia 1937) – niemiecka szachistka, mistrzyni FIDE od 1983 roku.

## Kariera szachowa
W latach 70. należała do ścisłej czołówki szachistek Republiki Federalnej Niemiec. Wielokrotnie startowała w finałach indywidualnych mistrzostw kraju, czterokrotnie zdobywając złote medale (Lauterbach/Hessen 1970, Burg/Dithmarschen 1972, Kassel 1974, Brilon 1976). Pomiędzy 1972 a 1982 sześciokrotnie (w tym 4 razy na I szachownicy) uczestniczyła w szachowych olimpiadach, największy sukces odnosząc w 1978 r. w Buenos Aires, gdzie niemieckie szachistki zdobyły brązowe medale. W 1973 r. wystąpiła w drużynowym turnieju krajów nordyckich (ang. Nordic Chess Cup), zdobywając złoty medal za indywidualny wynik na szachownicy kobiecej, natomiast w 1975 r. reprezentowała RFN na turnieju strefowym (eliminacji mistrzostw świata) w Puli.
W styczniu 1978 r. sklasyfikowana była na 54. miejscu światowej listy Międzynarodowej Federacji Szachowej, jednocześnie zajmując 2. miejsce (za Giselą Fischdick) wśród szachistek RFN. Najwyższy ranking w karierze osiągnęła 1 stycznia 1987 r., z wynikiem 2185 punktów zajmowała wówczas 7. miejsce wśród szachistek Republiki Federalnej Niemiec. Profesjonalną karierę szachową zakończyła w połowie lat 80. XX wieku.